# Das Geheimnis des Scaramouche
Das Geheimnis des Scaramouche (Originaltitel: La máscara de Scaramouche; deutsche Alternativtitel: Der Rächer mit dem Degen, Scaramouche – Der Rächer mit dem Degen) ist ein spanisch-französisch-italienischer Abenteuerfilm um die komödiantische Figur des Scaramouche mit Gérard Barray in der Hauptrolle.

## Handlung
Pünktlich zum Karneval hat die Gauklertruppe um Scaramouche ihre Bühne in Paris aufgebaut. Scaramouche hat ein Herz für schöne Frauen. Er erhält Besuch von Marquis de Souchil, der ihm merkwürdige Fragen über seine Vergangenheit stellt. De Souchil wird wenig später ermordet aufgefunden und Scaramouche gerät unter Verdacht. Der kann fliehen und will auf eigene Faust herausfinden, welchem Geheimnis de Souchil auf der Spur war. Ein Katz-und-Maus-Spiel beginnt.

## Auswertung
Der Film startete am 23. September 1963 in den spanischen Kinos. In Westdeutschland war er zum ersten Mal am 28. März 1964 zu sehen, in der DDR am 29. Dezember 1967.

## Kritik
„Anspruchslose Unterhaltung.“